# Vlag van woiwodschap Opole

Vlag van de Woiwodschap Opole (ratio 5:8)

Office Vlag van de Woiwodschap Opole (ratio 5:8)

De vlag van de woiwodschap Opole werd aangenomen op 28 september 2004. De vlag bestaat uit een geel veld met een brede horizontale blauwe baan aan de onderkant; linksbovenin staat het provinciale wapen van de woiwodschap Opole. Voor niet-officieel gebruik worden ook wel vlaggen zonder het wapen gebruikt. De ontwerper van de vlag is van de kunstenaar Michał Marciniak-Kożuchowski.